# تنگه وحشت (فیلم ۱۹۹۱)
تنگه وحشت (به انگلیسی: Cape Fear) فیلمی در ژانر تریلر روان شناخنی محصول سال ۱۹۹۱ آمریکا به کارگردانی مارتین اسکورسیزی است. این فیلم بازسازی فیلمی به همین نام محصول سال ۱۹۶۲ می‌باشد. این فیلم داستان زندگی یک وکیل تسخیری بازنشسته به نام سام را بازگو می‌کند که خانواده‌اش توسط یک مجرم به نام ماکس (رابرت دنیرو) تهدید می‌شود. انگیزهٔ ماکس برای تهدید خانوادهٔ سام این است که وی به جرم تجاوز به عنف ۱۴ سال زندانی شده بود و سام که وکیل او بوده به عمد از وی طوری دفاع کرده بود که محکوم شود.
رابرت دنیرو برای بهترین بازیگر مرد و جولیت لوئیس برای بهترین بازیگر نقش مکمل زن نامزد دریافت جایزه اسکار شدند. این فیلم همچنین نامزد خرس طلای بهترین فیلم شد.
این فیلم توانست در گیشه به موفقیت برسد و بیش از ۱۸۰ میلیون بفروشد و یکی از ۱۰ فیلم پرفروش سال شود. این فیلم اولین فیلم پرفروش مارتین اسکورسیزی محسوب می‌شود.

## داستان
ماکسیمیلیان «مکس» کدی، یک متجاوز روانی، پس از گذراندن دوران محکومیت خود به جرم تجاوز و ضرب و شتم یک دختر ۱۶ ساله از زندان آزاد می‌شود. ۱۴ سال قبل در طول محاکمه‌اش در آتلانتا، ساموئل «سم» بودن، وکیل مدافع او، چنان از جنایات کدی وحشت‌زده شده بود که گزارشی مبنی بر بی‌بندوباری قربانی را پنهان کرد، گزارشی که می‌توانست حکم کدی را سبک‌تر کند یا حتی او را به کلی تبرئه کند. بودن تصور می‌کرد که کدی، که در زمان محاکمه بی‌سواد بوده و هرگز از این گزارش مطلع نخواهد شد. در نهایت، کدی محکوم و به حداکثر مجازات محکوم شد.
کدی، بودن را که اکنون یک وکیل خصوصی است و در نیو اسکس، کارولینای شمالی، به همراه همسرش لی و دختر نوجوانشان دانیل ("دنی") زندگی می‌کند، پیدا می‌کند. کدی به نیو اسکس نقل مکان می‌کند و به سرعت حضور خود را به بودن اطلاع می‌دهد. او به بودن می‌گوید که در زندان خواندن یاد گرفته، حقوق خوانده و چندین بار تلاش ناموفق برای تجدیدنظرخواهی از پرونده‌اش که نماینده خودش بوده، انجام داده است، و تلویحاً می‌گوید از گزارش مخفی باخبر است. کمی بعد، او شروع به تعقیب و ارعاب خانواده بودن می‌کند. پس از اینکه سگشان به طرز مرموزی مسموم می‌شود، بودن سعی می‌کند کدی را دستگیر کند، اما ستوان پلیس الگارت اظهار می‌کند که هیچ مدرکی مبنی بر ارتکاب جرم کدی وجود ندارد.

## نقشها
رابرت دنیرو در نقش مکس کدی «مردی که ۱۴ سال در زندان بوده و حال پس از آزادی وکیل خود را مقصر محکوم شدنش می‌داند»
نیک نولتی در نقش سم بودن «وکیل مکس»
جسیکا لنگ در نقش لی بودن «همسر سم بودن»
جولیت لوئیس در نقش دنیل بودن «دختر سم و لی بودن»
جودان بیکر در نقش کلود کرسک
رابرت میچام در نقش ستوان الگارت
گریگوری پک در نقش لی هلرگ وکیل مکی کدی
ایلیانا داگلاس در نقش لری دویس «همکار سم و زنی که به وسیله مکس مورد آزار قرار گرفت»
فرد تامپسون در نقش تام همکار سم
مارتین بالسام در نقش قاضی